# Румянцев, Павел Павлович
Павел Павлович Румянцев (31 августа 1927 года, Ленинград, СССР — 11 апреля 1988 года, Ленинград, СССР) — советский биолог, цитолог, директор Института цитологии АН СССР (1983—1988), член-корреспондент АН СССР (1987).
Специалист в области цитологии и гистологии.